# Prolinognathus arcuatus
Prolinognathus arcuatus är en insektsart som beskrevs av Fahrenholz 1939. Prolinognathus arcuatus ingår i släktet Prolinognathus och familjen nötlöss. Inga underarter finns listade i Catalogue of Life.